# Beatrice Hastings
Beatrice Hastings era el seudónimo de Emily Alice Haigh (27 de enero de 1879 – 30 de octubre de 1943) una escritora inglesa, poeta y crítica literaria. Mucho de su trabajo fue publicado en The New Age bajo una variedad de seudónimos. Vivió con el editor A. R. Orage un tiempo, antes del estallido de la Primera Guerra Mundial. Fue amiga y amante de Katherine Mansfield, cuyo trabajo fue publicado por primera vez en The New Age. Otro de sus amantes fue Wyndham Lewis.

## Biografía
Nacida en Londres y criada en Sudáfrica, justo antes de la guerra se mudó a París, convirtiéndose en una figura destacable en el ambiente bohemio gracias a su amistad con Max Jacob. Compartió un apartamento en Montparnasse con Amedeo Modigliani, de quien también fue musa de alguna de sus obras.
Otro de sus grandes amigos fue el novelista Charles Beadle, con quien tenía varias aficiones en común. Beadle creció en Hackney, vivió un tiempo en Sudáfrica (participó en la Guerra de los Bóeres como miembro de la policía sudafricana británica), y publicó varias novelas sobre la vida bohemia en París. Cuándo Beadle se mudó a América desde París en noviembre de 1916, hablaba de Hastings como su amiga más cercana en París.
Hacia el final de su vida, Hastings se sintió excluida del reconocimiento literario que sentía merecer y culpó a A. R. Orage por haberla mantenido fuera de las tertulias y círculos literarios en Gran Bretaña. En 1936 publicó un panfleto, The Old New Age, donde criticaba la actitud de Orage respecto a su persona.
En 1943, probablemente padeciendo cáncer, se suicidó inhalando gas (monóxido de carbono) en la cocina de su casa.

## Obra
- Woman's Worst Enemy – Woman, 1909
- The Maids' Comedy: A Chivalric Romance in Thirteen Chapters, 1911
- The Old "New Age"—Orage and Others, Blue Moon Press, 1935
- Defence of Madame Blavatsky Volumes 1 and 2, Worthing, Hastings Press, 1937